# Майкл Джексон: Легенда продолжается
«Майкл Джексон: Легенда продолжается» (англ. «Michael Jackson: The Legend Continues») — американский документальный фильм 1988 года из серии «Motown на Showtime», посвящённый биографии Майкла Джексона вплоть до конца 80-х гг. Режиссёр картины — Патрик Т. Келли. В фильме приняли участие коллеги и друзья певца, рассказ сопровождают отрывки из многочисленных выступлений музыканта разных лет.
Премьера почти часовой картины состоялась 12 марта 1988 года на телеканале Showtime, в дальнейшем состоялся релиз фильма на видеокассетах и LaserDisc

## Содержание фильма
«Легенда продолжается» описывает карьеру Майкла Джексона с самых ранних лет до 1988 года, в фильм вошли архивные кадры: от домашних съёмок семьи Джексонов 1960-х годов и выступления Майкла с группой The Jackson 5 на «Шоу Эда Салливана» до исполнения «Billie Jean» на концерте, посвящённом 25-летию Motown и «This Place Hotel» на первом сольном туре Джексона Bad Tour. В фильме показано, какие музыканты и актёры с детства были для певца ориентиром и как они повлияли на его собственный артистизм. О музыканте говорят его друзья и коллеги: Элизабет Тейлор, Софи Лорен, Мартин Скорсезе и другие, закадровый текст читает Джеймс Эрл Джонс. Съёмки и монтаж фильма заняли 2 года, музыкант принимал участие в его создании как исполнительный продюсер, но отказался давать для картины интервью.

## Участники
| - Джин Келли - Синди Лопер - Кэтрин Хепбёрн - Куинси Джонс - Смоки Робинсон - Элизабет Тейлор - Софи Лорен - Мартин Скорсезе - Йоко Оно | - Шон Леннон - Сюзанн де Пасс - Марлон Джексон - Томми Чонг - Сэмми Дэвис мл. - Дик Кларк - Гермес Пан - Джеймс Эрл Джонс (голос за кадром) |

## Премьера и реакция критиков
Премьера «Легенда продолжается» состоялась 12 марта 1988 года в рамках серии документальных фильмов «Motown на Showtime». В дальнейшем фильм выпускался на видеокассетах и LaserDisc. Журналисту Chicago Tribune самыми интересными показались старые чёрно-белые кадры, на которых выступает ещё маленький и никому не известный Майкл Джексон: «Эти съёмки показывают, что он стал суперзвездой благодаря врожденному таланту». Критик New York Times отметил: «Становится очевидным, что несмотря на какие-то внешние изменения нынешний Майкл Джексон — это тот же малыш с архивных съёмок. С ним остался тот его знаковый стиль и хореография, только теперь они стали лучше, отточенней». Рецензент написал, что фильм показывает певца как проницательного шоумена, обладающего довольно редким даром приковывать к себе внимание аудитории. В США лента заняла первую строчку чарта Top Video Cassetes Sales, а также стала одиннадцатой среди самых продаваемых видеокассет в 1989 году по версии американского журнала Billboard.